# Elliott Smith (album)
Elliott Smith fra 1995 er den amerikanske sangskriver Elliott Smiths andet soloalbum. Albummet består, ligesom hans første, primært af Smith og hans akustiske guitar, men der er enkelte numre hvor han både gør brug af trommer og elektrisk guitar. Sangen Needle In The Hay blev brugt i filmen The Royal Tenenbaums under en dramatisk scene hvor en af filmens hovedpersoner forsøger at begå selvmord.

## Nummerliste
1. Needle In The Hay
2. Christian Brothers
3. Clementine
4. Southern Belle
5. Single File
6. Coming Up Roses
7. Satellite
8. Alphabet Town
9. St. Ides Heaven
10. Good To Go
11. The White Lady Loves You More
12. The Biggest Lie